# Pra Deus É Nada
Pra Deus É Nada é o décimo oitavo álbum de estúdio de Vanilda Bordieri, lançado pela gravadora Musile Records em 2013.
Produzido por Ronny Barboza, o álbum traz quinze faixas, doze inéditas, e três regravações. As faixas que se destacam são "Peregrino", "Pra Deus é nada", "A vinha", "Enche-nos", "O semeador", "No meu quarto" e "Na tua presença"

## Faixas
| nº | Faixas              | Compositor        | Editora          |
| -- | ------------------- | ----------------- | ---------------- |
| 1  | Peregrino           | Rogério Junior    | Direto           |
| 2  | Glorificado é Deus  | Vanilda Bordieri  | V.A.B Carvalhedo |
| 3  | Pra Deus é nada     | Vanilda Bordieri  | V.A.B Carvalhedo |
| 4  | Enche-nos           | Eduardo Schenatto | Direto           |
| 5  | O semeador          | Tony Ricardo      | Reuel Music      |
| 6  | No meu quarto       | Vanilda Bordieri  | V.A.B Carvalhedo |
| 7  | Mesmo sabendo       | André Bueno       | Direto           |
| 8  | Sem palavras        | Vanilda Bordieri  | V.A.B Carvalhedo |
| 9  | Te amarei           | Gislaine e Mylena | Direto           |
| 10 | Na tua presença     | Vanilda Bordieri  | V.A.B Carvalhedo |
| 11 | A vinha             | Vanilda Bordieri  | V.A.B Carvalhedo |
| 12 | Espírito Santo      | Vanilda Bordieri  | V.A.B Carvalhedo |
| 13 | Um sinal            | Vanilda Bordieri  | V.A.B Carvalhedo |
| 14 | Segredos da alma    | Vanilda Bordieri  | V.A.B Carvalhedo |
| 15 | Tempo de obediência | Anderson Freire   | Direto           |